# Batesbeltia pantherina
Batesbeltia pantherina là một loài bọ cánh cứng trong họ Cerambycidae.